# Dacus vittatus
Dacus vittatus är en tvåvingeart som först beskrevs av Hardy 1974.  Dacus vittatus ingår i släktet Dacus och familjen borrflugor. Inga underarter finns listade i Catalogue of Life.